# Beauvais-sur-Matha

Beauvais-sur-Matha este o comună în departamentul Charente-Maritime, Franța. În 1 ianuarie 2022 avea o populație de 654 de locuitori.